# Babylon (Band)
Babylon war eine deutsche Rockband. Sie wurde 1975 in Berlin-Mitte gegründet und bestand bis 1989. Nach anfänglichem häufigem Musikerwechsel und damit verbundenem Stilwechsel entwickelte sich die Band in den 1980er Jahren zu einer der bedeutsamsten Hard-Rock-Bands der DDR. Die Band nannte sich nach der Stadt Babylon in Mesopotamien.

## Geschichte
Nachdem Victor Heyse, Dieter Wiesjahn, Bernd Schwitzke, Michael Peglau und Bernd Bangel das Peter Holten Septett verlassen hatten, gründeten sie im April 1975 die Amateurband Babylon, um fortan eigene musikalische Ideen zu verwirklichen. Bis auf Peglau hatten sie bereits in den Schülerbands The Dandys und Combo 2000 zusammen gespielt. Harald Wittkowski kam von Joco Dev.
Bereits 1976 kam es zur ersten Umbesetzung der Band. An das Schlagzeug wechselte Wolfgang Paule Fuchs, der vorher bei Joco Dev gespielt hatte, und Manfred Hennig, ehemals Neue Generation, spielte Keyboard. Typisch für diese Besetzung war der zweistimmige Gesang und die Melodiepassagen beider Gitarren. Beim Rundfunk der DDR wurden die ersten eigenen Titel produziert (Gestern kamst du, Jeder Abend) und die Band wurde mit dem Titel „Hervorragendes Amateurtanzorchester der DDR“ und einer Goldmedaille bei den Arbeiterfestspielen ausgezeichnet. Zwei Konzerttourneen durch die Sowjetunion schlossen sich an. Den Durchbruch erzielte die Band mit dem Titel Dshigiten Legende (Text: Karl Werner Plath). Die Kompositionen stammten von Wiesjahn, der als einziger Musiker der Band bis zur Auflösung angehörte. Doch mit dem Erfolg stellten sich auch Meinungsverschiedenheiten über den künftigen musikalischen Stil der Band ein.
1978 verließen Fuchs und Hennig die Band und gründeten die Synthesizer-Band Pond Als Heyse zur NVA eingezogen wurde, wurde es still um die Band. Wiesjahn formierte daraufhin die Band neu. Frank Powileit (Gitarre), Hilmar Holz (Gesang) und Horst Trumpelmann (Schlagzeug) kamen neu in die Band, deren Musiker inzwischen Berufsmusiker geworden waren. Die Band begann, sich als Hardrockband zu profilieren, und orientierte sich am Sound von AC/DC. Doch Erfolge blieben aus.
Das änderte sich erst, als Wiesjahn 1981 die Band erneut umbesetzte und mit der neuen Band auch ein neues musikalisches Konzept verfolgte. Sänger wurde Detlef Volquardsen. Michael Hein (Gitarre) kam von Metropol und Christian Weise (Keyboard) von Regenbogen in die Band; am Schlagzeug saß Rainer Butschke. Er kam von Jahrgang 49. In dieser Besetzung erschienen weitere Produktionen beim Rundfunk, von denen Dynamit besonders erfolgreich wurde. 1983 ersetzte Bela Ujlaki von der Leipziger Band Rock-Phonie Michael Hein an der Gitarre. Weitere Auslandsgastspiele und Auftritte in den Jugendsendungen des DDR-Fernsehens machten die Band zunehmend bekannt.
Im Sommer 1985 kam es erneut zu umfangreichen Umbesetzungen in der Band. Wiesjahn wechselte vom Bass an die Gitarre und wurde von Hubert Ranft ersetzt. Zweiter Gitarrist wurde Andrej Horvath, der zuvor bei Formel I gespielt hatte. Von der Gruppe Triolog kam Carsten Heinrich als neuer Schlagzeuger. Die Band zog sich mehrere Wochen lang in ein Probelager zurück und tourte anschließend erfolgreich durch die DDR. Anfang 1986 kam endlich der Durchbruch. Die Band hatte mehrere Titel auf der Suche nach einem neuen Sound im Proberaum sendefähig produziert. Der Titel Geisterstunde schaffte in der Wertungssendung „Beatkiste“ des DDR-Rundfunks auf Anhieb Platz 1 und hielt sich sechs Wochen lang. Endlich reagierte auch das DDR-Label Amiga und veröffentlichte den Titel auf einer Single. Im Januar 1988 wechselte Horvath zur Modern Soul Band. Neuer Gitarrist wurde Wolfgang Densky, der früher bei Formel I gespielt hatte. In dieser Besetzung spielte die Band bis zu ihrer Auflösung im Jahr 1989, produzierte neue Titel (Tschernobyl, Lebe wohl) und erhielt 1988 endlich die Möglichkeit, ihre erste Langspielplatte zu veröffentlichen.

## Diskografie

### Single
- 1986: Geisterstunde / Wir rocken los (Amiga)

### Langspielplatte
- 1988: Dynamit (Amiga)